# Vade retro
Vade Retro è un programma televisivo settimanale di inchiesta giornalistica ideato, scritto e condotto dal giornalista David Murgia . Va in onda dal 28 gennaio 2012 su TV2000, emittente televisiva di proprietà della Conferenza Episcopale Italiana diretta dal 5 maggio 2014 da Paolo Ruffini.

## Temi trattati
I temi affrontati dalla trasmissione riguardano soprattutto quei fenomeni legati al mondo diabolico, cioè a quei fenomeni che - secondo il Magistero della Chiesa - vengono attribuiti all'azione straordinaria del Diavolo. Questi fenomeni sono: ossessioni, vessazioni, infestazioni e possessioni. Inoltre il programma ha anche affrontato il tema della Massoneria con una lunga intervista all'ex massone Maurice Caillet.
Questi sono gli argomenti principali più ricorrenti nelle puntate di Vade Retro:
- Esorcismi ed esorcisti
- Guru e "falsi profeti"
- L'azione di Satana nella storia personale dell'Uomo
- Santi e Sante che hanno combattuto contro il Diavolo
- Testimoni di Geova
- Yoga cristiano
- Preghiere di liberazione dal Demonio
- Massacro in Uganda
- Anticristo
- Angeli
- Sètte religiose, movimenti pseudoreligiosi e culti distruttivi
- Massoneria
- New Age
- Satanismo

## Il caso del presunto esorcismo di Papa Francesco
Il programma televisivo è diventato noto in tutto il mondo quando domenica 19 maggio 2013 David Murgia ha lanciato la videonotizia di una preghiera di liberazione o esorcismo realizzato da Papa Francesco in piazza San Pietro su un uomo in carrozzella. Nella videonotizia si vede Papa Francesco mentre si avvia verso i malati che hanno partecipato alla celebrazione. Poi Papa Francesco si avvicina a un ragazzo. Il sacerdote che lo accompagna lo presenta con qualche parola e la sua espressione cambia improvvisamente. Papa Francesco appare concentrato e stende le mani sul giovane pregando intensamente. Secondo alcuni esorcisti che hanno visto le immagini, si sarebbe trattato di una preghiera di liberazione dal Maligno o di un vero e proprio esorcismo.
La notizia ha fatto il giro del mondo. Il 20 maggio 2013 il direttore della Sala Stampa della Santa Sede Padre Federico Lombardi, interpellato sulla vicenda, ha rilasciato una risposta orale: «Il Santo Padre non ha inteso compiere alcun esorcismo. Ma, come fa frequentemente per le persone sofferenti che gli si presentano, ha semplicemente inteso pregare per una persona malata che gli era stata presentata». Dopo la precisazione di Padre Federico Lombardi, anche il direttore di TV2000 Dino Boffo - licenziato in tronco dalla Conferenza Episcopale Italiana il 14 febbraio 2014 - si era scusato con i telespettatori "per aver intaccato la verità dei fatti e per le persone coinvolte" sostenendo di "aver involontariamente determinato la diffusione di una notizia vera ma vera solo in parte e in parte non vera".
Opposta invece la versione espressa dai microfoni di Rai Radio 2 da Don Gabriele Amorth, presidente e fondatore dell'Associazione internazionale degli esorcisti, secondo cui Papa Francesco avrebbe fatto un vero e proprio  esorcismo. L'uomo su cui Papa Francesco ha pregato è un quarantatreenne messicano di nome Angelo .
Sulla vicenda successivamente è intervenuto lo stesso Angelo che il 26 maggio 2013 al quotidiano spagnolo El Mundo ha confermato come la preghiera di Papa Francesco su di lui in realtà sia stato un vero e proprio esorcismo . Quest'ultima versione è stata anche convalidata anche da padre Juan Rivas, sacerdote appartenente alla congregazione dei Legionari di Cristo, che ha presentato Angelo a Papa Francesco in piazza San Pietro il 19 maggio 2013.